# Herbert Mochalski
Herbert Mochalski (* 28. Februar 1910 in Görlitz; † 27. Dezember 1992 in Hannover) war ein deutscher Politiker, Journalist und evangelischer Pfarrer.

## Beruf
Mochalski stand bereits während des Zweiten Weltkriegs der Bekennenden Kirche und Martin Niemöller nahe. 1937 wurde er Pfarrer in Oberwalden in Schlesien. Dort wurde er zusammen mit einigen Gemeindegliedern im Juni 1937 kurzzeitig inhaftiert. Im Anschluss daran wurde er aus Schlesien ausgewiesen und war dann Mitarbeiter der zweiten Vorläufigen Kirchenleitung der Deutschen Evangelischen Kirche. 1939 bekam er eine Pfarrstelle in Berlin-Schöneberg und verwaltete 1941 bis 1945 die Pfarrstelle des inhaftierten Martin Niemöllers in Berlin-Dahlem. 
1946 wurde er von Hans Asmussen zum Geschäftsführer des Bruderrates der EKD berufen. 1948 gründete er die Zeitschrift Nachrichten der Bekennenden Kirche und 1949 die Zeitschrift Die Stimme der Gemeinde, als deren Chefredakteur er bis 1973 tätig war. Nach der Veröffentlichung der Flugschrift „An die Gewehre? Nein!“ wurde Mochalski 1951 mit Unterstützung von Martin Niemöller zum Studentenpfarrer in Darmstadt gewählt. Im selben Jahr gründete er die „Darmstädter Aktionsgruppen“. Mochalski blieb bis 1953 ehrenamtlicher Geschäftsführer des Bruderrates der EKD und bis 1961 Studentenpfarrer in Darmstadt.

## Politische Karriere
Mochalski engagierte sich in mehreren Initiativen, die unter dem Verdacht standen, „kommunistische Tarnorganisationen“ zu sein. Dazu zählten auch die „Darmstädter Aktionsgruppen“. Später war er ein führendes Mitglied in der Christlichen Friedenskonferenz, der Deutschen Friedensgesellschaft und der Anti-Atomtodkampagne. Er schrieb regelmäßig für die Andere Zeitung und die Deutsche Volkszeitung.
Persönlich stand er in engem Kontakt zu Vertretern der Gesamtdeutschen Volkspartei, für die er auch 1953 für den Bundestag kandidierte, dem Bund der Deutschen und der Deutschen Friedens-Union (DFU). Zum engeren Kreis seiner Bekannten gehörten neben Martin Niemöller auch die zeitweilige Vorsitzende der DFU, Renate Riemeck sowie die evangelischen Theologen Heinrich Kloppenburg und Ernst Wilm.

## Werke
- Der Gestaltwandel der Evangelischen Kirche in Deutschland. Die geschichtliche und geistliche Entwicklung zur Evangelischen Kirche in Deutschland. Stuttgart 1948